# Rață cucuiată
Rața cucuiată (Aythya collaris) este o rață scufundătoare din America de Nord, întâlnită de obicei în iazuri și lacuri de apă dulce. Numele științific este derivat din grecescul aithuia, o pasăre de mare neidentificată, menționată de autori precum Hesychius și Aristotel, și latinescul collaris, „a gâtului” de la collum, „gât”.

## Descriere
Rața cucuiată este rață scufundătoare de mărime mică până la medie, cu o lungime de 39-46 cm, o greutate de 490-910 g și o anvergură a aripilor de 62-63 cm. Masculul adult are un model de culoare similar cu cel al raței moțate, ruda sa. Masculii sunt un pic mai mari decât femelele. Are două inele albe în jurul ciocului gri, un cap unghiular negru strălucitor, spatele negru, o linie albă pe aripi, pieptul alb și ochii galbeni. Femela adultă are un cap și un corpul de culoare maro cenușiu, cu spatele maro închis, un cioc închis la culoare cu o bandă luminoasă mai subtilă decât la mascul, picioare albastru-cenușiu și ochi căprui cu inele albe în jurul lor.
În zbor, ambele sexe prezintă părțile inferioare și abdomenul albicioase, care contrastează puternic cu învelișul închis al spatelui și al aripilor superioare. La începutul verii, păsările își schimbă penele.

## Galerie

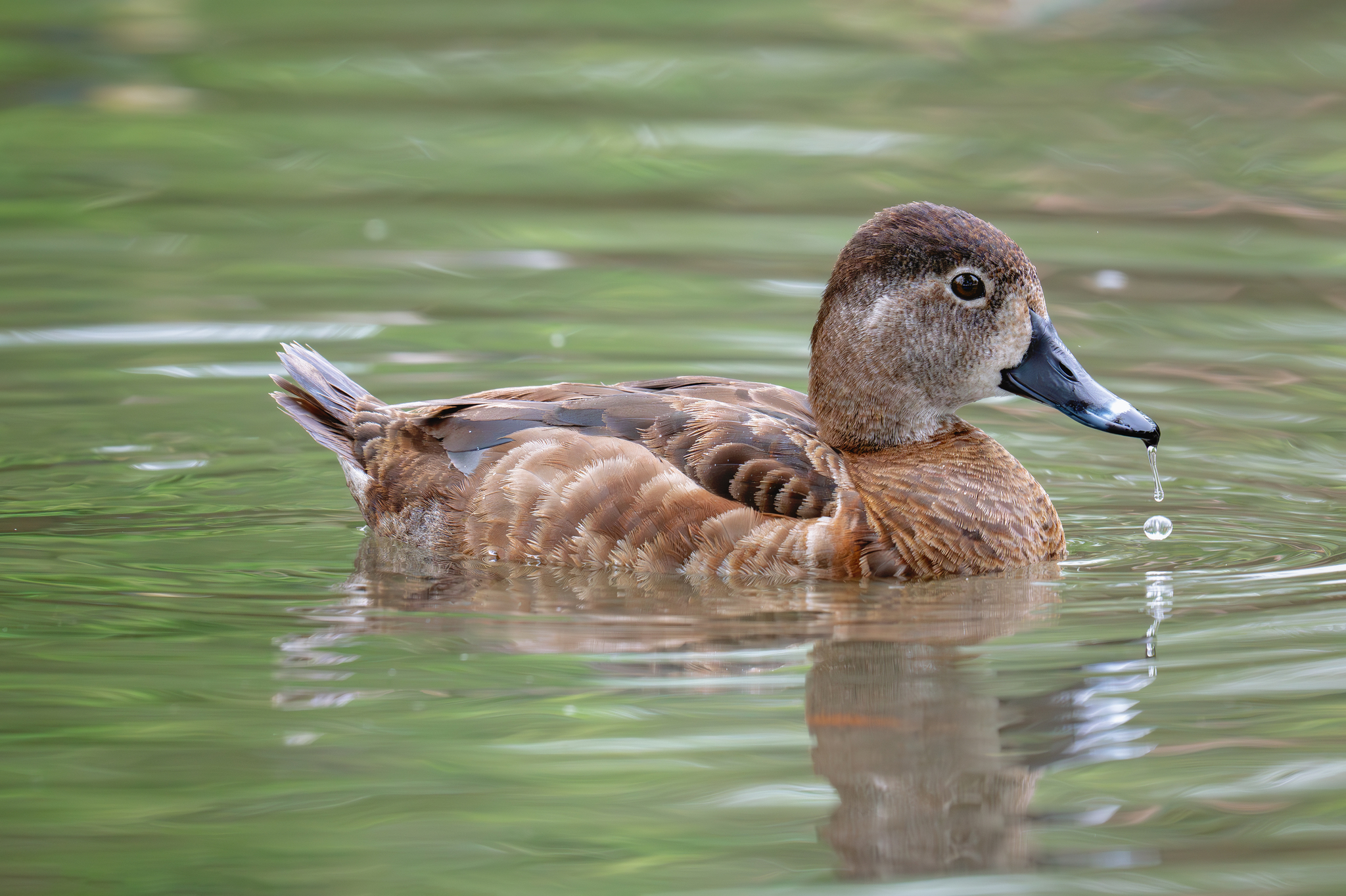
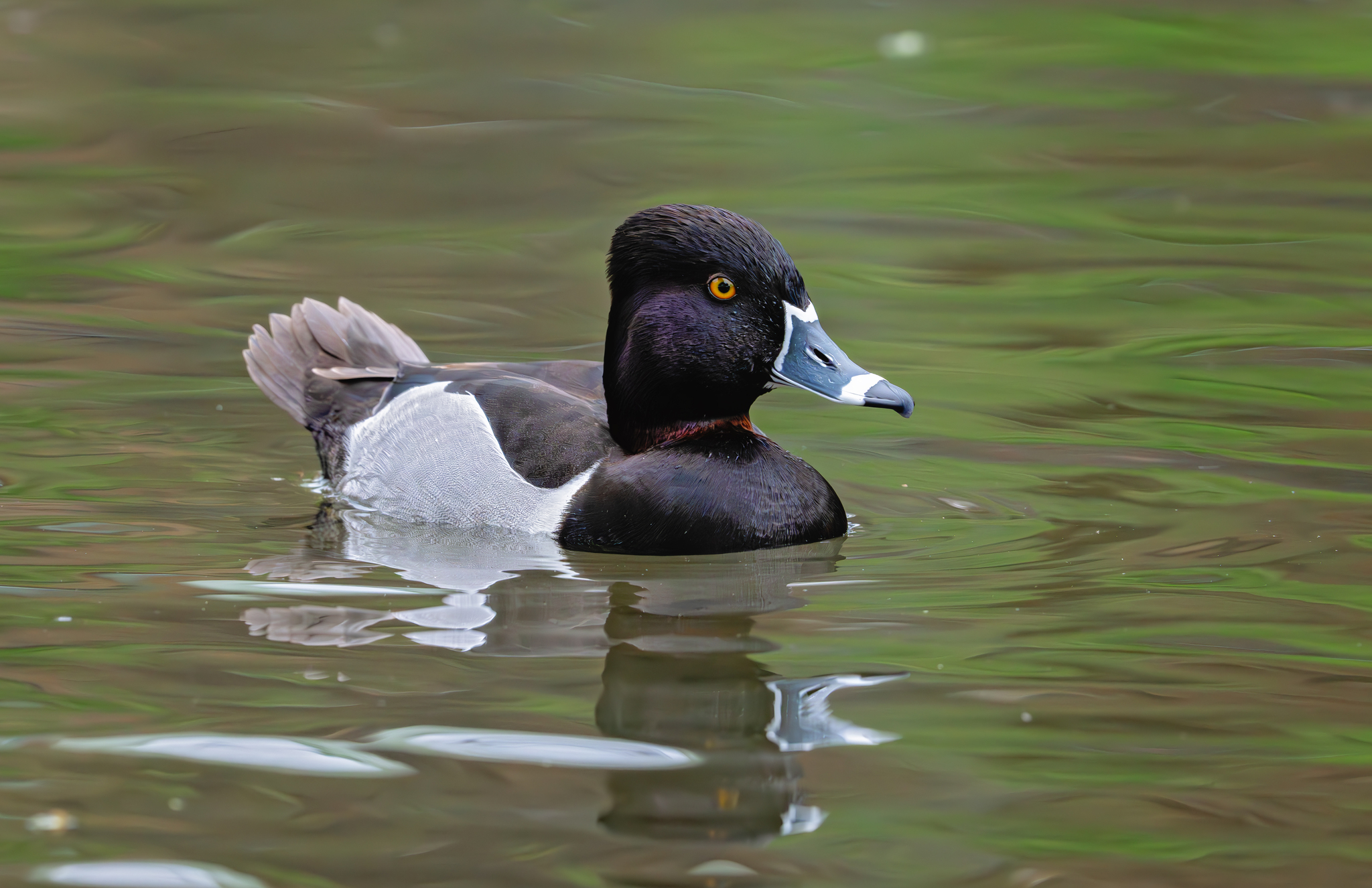
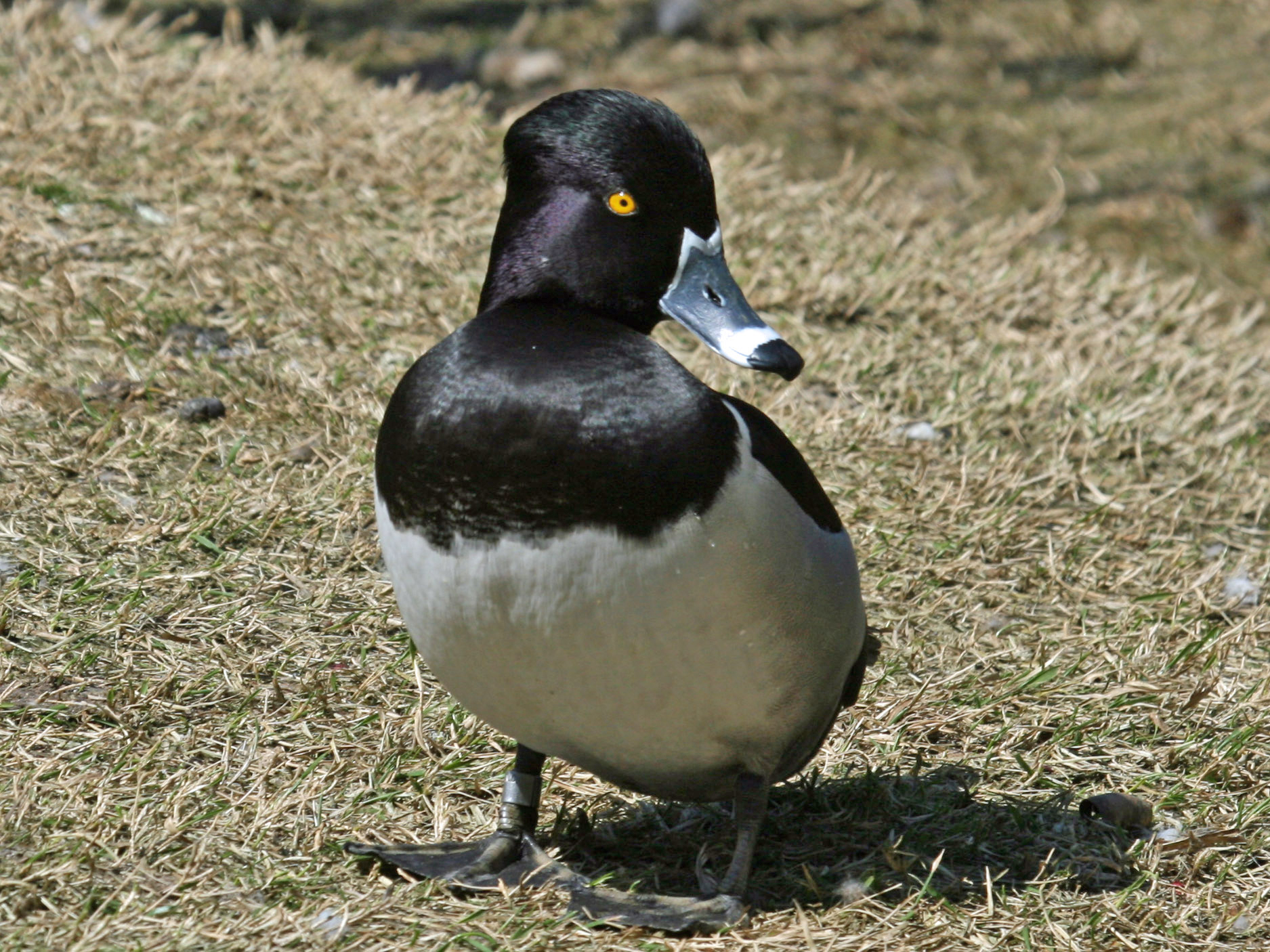
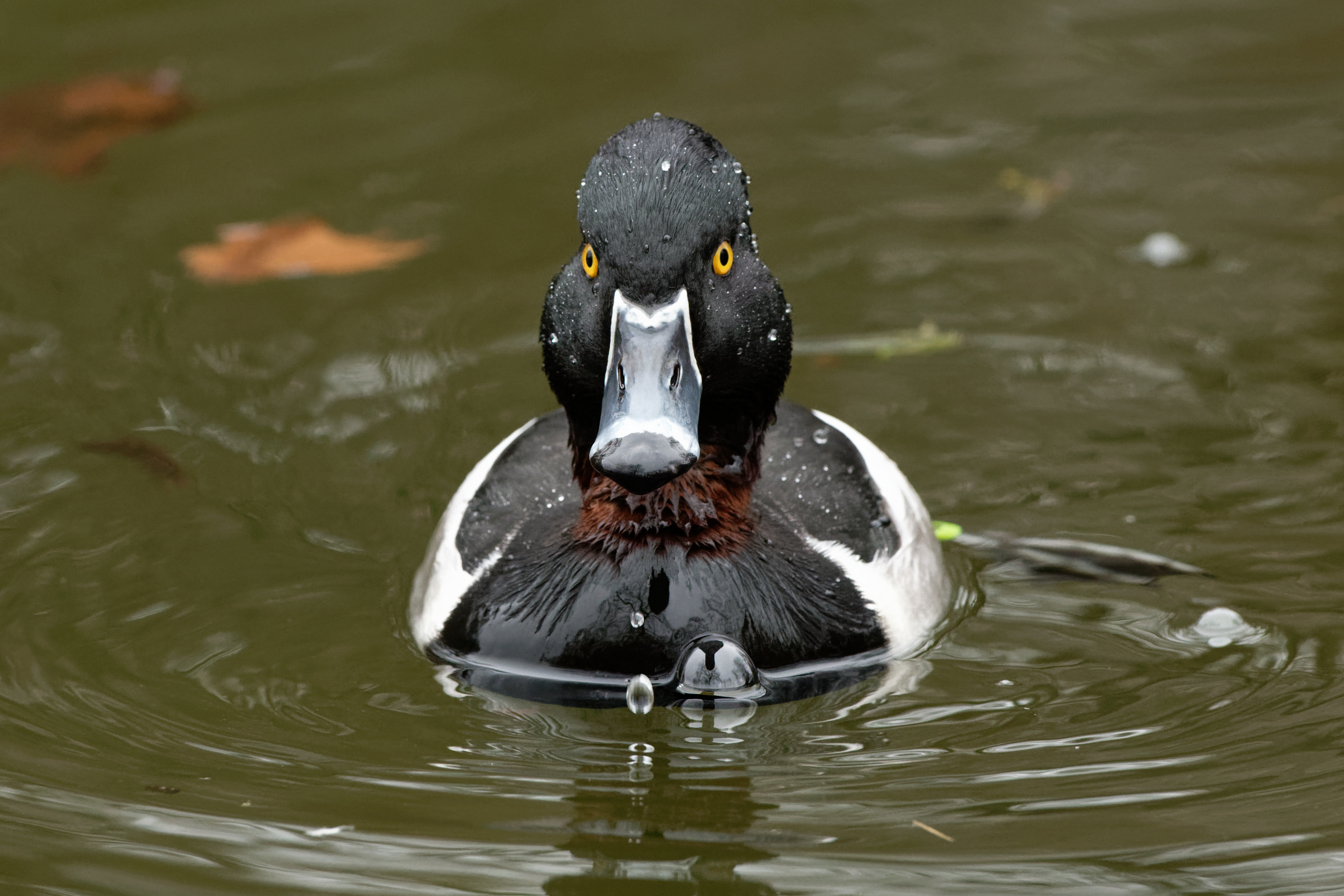
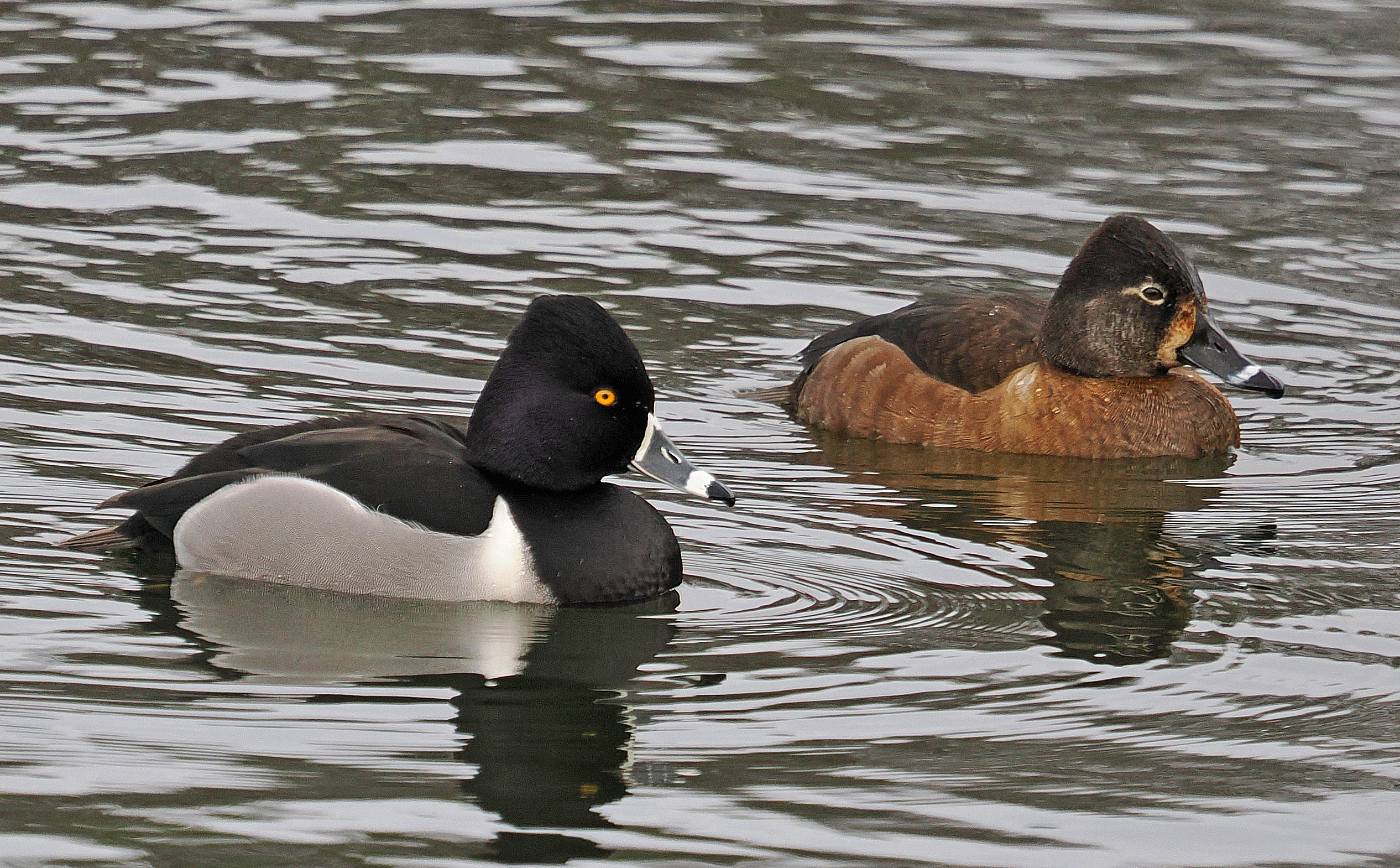
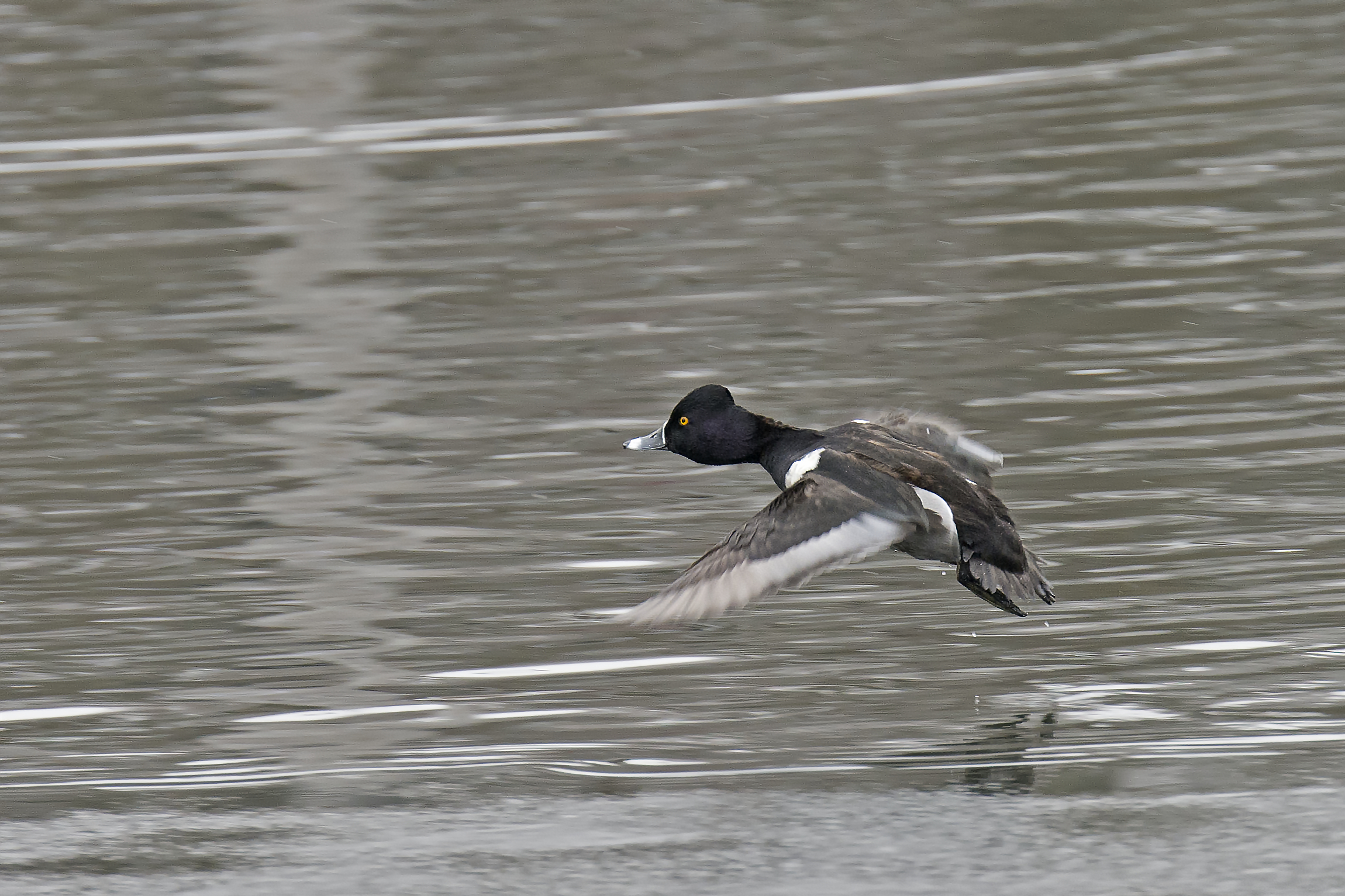
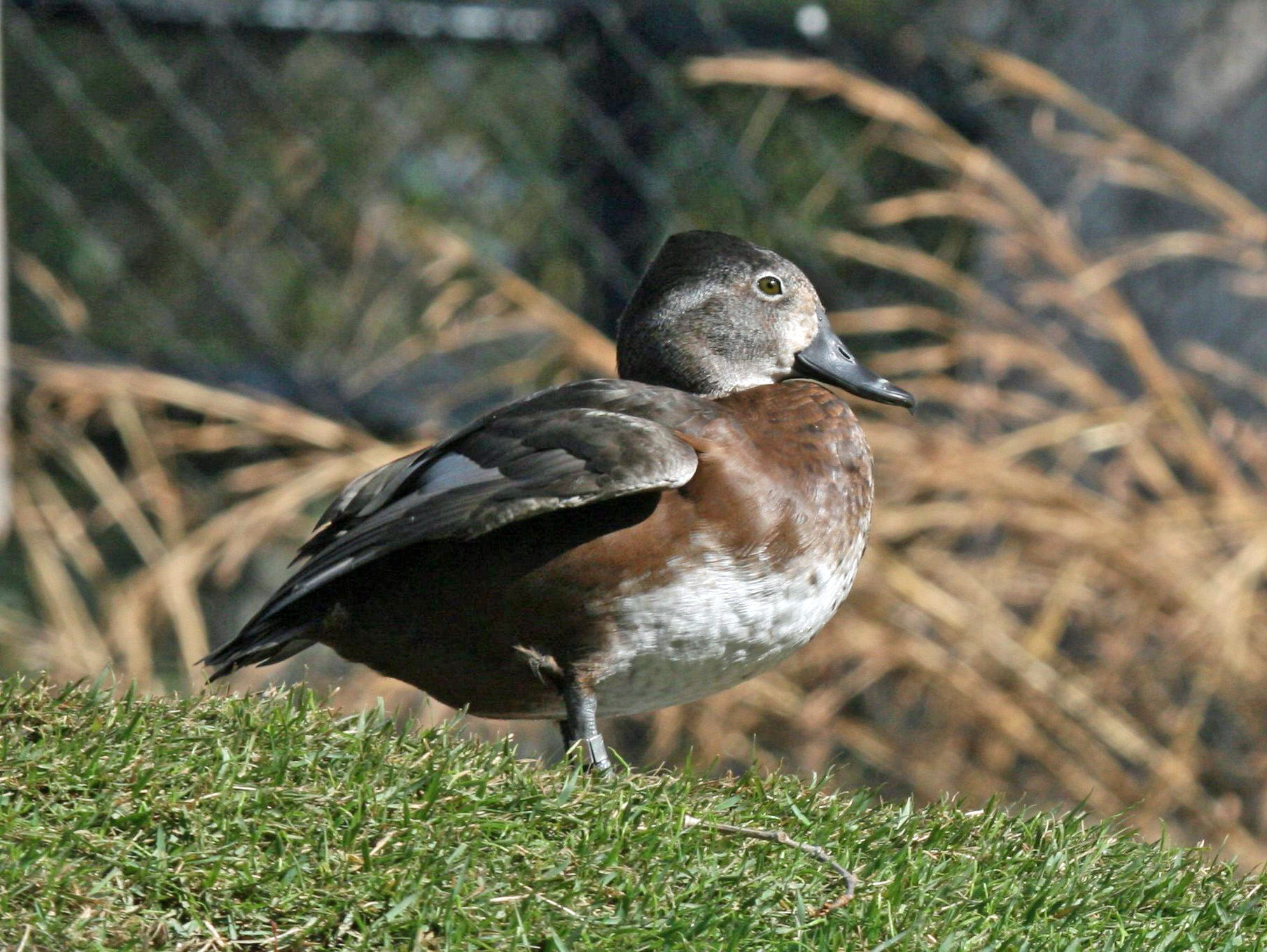